# Pro Piacenza 1919
La Associazione Sportiva Pro Piacenza 1919 es un club de fútbol italiano de la ciudad de Plasencia, en Emilia-Romaña. Fue fundado en 1919 y refundado varias veces, hasta su quiebra ocurrida en 2019.

## Historia
Fue fundado en el año 1919, la unión de dos empresas existentes, el Ausonia y la Bandiera, ambos de Plasencia y con una ocasional actividad amateur.
Desde la fundación de la Pro Piacenza adoptó malla con rayas verticales de color rojo negro, aunque a principios de los años se ha utilizado a menudo camisetas verdes, más fácilmente disponibles.
En el curso de su historia siempre ha participado en las ligas de amateur, sin nunca ser capaz de llegar a los profesionales, pero en el verano de 2013, gracias a la fusión con Atlético BP Pro Piacenza, basado en Bettola, participa en la Serie D y cambió el nombre en A.S.D. Pro Piacenza 1919.
El 17 de abril del 2014 vencieron al AC Sambonifacese 2-0 en casa y lograron el ascenso a la Serie C tras ganar el grupo B de la Serie D para que el club juegue por primera vez en 95 años de historia fútbol profesional.
En el verano de 2014 cambió su nombre a A.S. Pro Piacenza 1919 S.r.l..
El equipo fue sancionado con 8 puntos menos para la temporada 2014-2015 por haber utilizado al jugador Luca Santi al inicio de la temporada 2013-2014 estando suspendido, el jugador fue suspendido por 11 partidos y se le impuso al club una multa.
Durante la temporada 2018-19 de Serie C, el club no se presentó en los partidos de las fechas 24, 25 y 26 por falta de futbolistas, ya que no pagaba los sueldos desde agosto de 2018. En la fecha 27 (17 de febrero de 2019), con el objetivo de evitar la descalificación del torneo, El Pro Piacenza alineó en el partido contra el Cuneo sólo a siete futbolistas juveniles, muchos de ellos menores, sin cuerpo técnico y con un masajista que entró en el campo para sustituir a un jugador. El partido finalizó con el contundente resultado de 20 a 0 a favor del Cuneo. El lunes siguiente, el Pro Piacenza fue exluido del campeonato. El 19 de junio de 2019, el Tribunal competente de Plasencia declaró la quiebra del Pro Piacenza.

## Uniforme
- Uniforme titular: Camiseta rojinegra, pantalón y medias negras.
- Uniforme alternativo: Camiseta blanca con doble cruz roja y negra , pantalón y medias blancas .
- Tercer uniforme: Camiseta amarilla con doble cruz roja y negra, pantalón y medias negras.

## Estadio

### Cronología
- Stadio Comunale (1947 - 1969).
- Campo Sportivo Gianni Siboni (1969 - 2014).
- Stadio Leonardo Garilli (2014 - presente).

## Palmarés
- Serie D: 1

2013/14 (Grupo B)